# Campionat del Món de criquet masculí
El primer intent d'organitzar un Campionat del món de criquet va ser el 1912 quan es disputaren unes sèries entre Austràlia, Anglaterra i Sud-àfrica. L'experiment, però, no es repetí fins al 1975, quan les nacions més potents de l'esport, Anglaterra, Austràlia, Nova Zelanda, Índies Occidentals, Índia, Pakistan, Sri Lanka i Àfrica Oriental, competiren en el primer Campionat del Món de l'esport. Des d'aleshores s'ha organitzat cada quatre anys.

## Països que han participat en el Campionat del Món de Criquet
(l'any indica la primera participació de cada país)
- 1975 -  Austràlia, Àfrica oriental(1),  Anglaterra,  Índia,  Nova Zelanda,  Pakistan,  Sri Lanka, Índies Occidentals(2)
- 1979 -  Canadà
- 1983 -  Zimbàbue
- 1992 -  Sud-àfrica
- 1996 -  Kenya,  Països Baixos,  Emirats Àrabs Units
- 1999 -  Bangladesh,  Escòcia
- 2003 -  Namíbia
- 2007 -  Bermuda,  Irlanda

## Historial
| Edició | Any  | Seu                            | Campió             | Resultat | Finalista          |
| ------ | ---- | ------------------------------ | ------------------ | -------- | ------------------ |
| I      | 1975 | Anglaterra                     | Índies Occidentals | 17 runs  | Austràlia          |
| II     | 1979 | Anglaterra                     | Índies Occidentals | 92 runs  | Anglaterra         |
| III    | 1983 | Anglaterra                     | Índia              | 43 runs  | Índies Occidentals |
| IV     | 1987 | Índia / Pakistan               | Austràlia          | 7 runs   | Anglaterra         |
| V      | 1992 | Austràlia / Nova Zelanda       | Pakistan           | 22 runs  | Anglaterra         |
| VI     | 1996 | Índia / Pakistan / Sri Lanka   | Sri Lanka          | 7 wkts   | Austràlia          |
| VII    | 1999 | Anglaterra                     | Austràlia          | 8 wkts   | Pakistan           |
| VIII   | 2003 | Sud-àfrica                     | Austràlia          | 125 runs | Índia              |
| IX     | 2007 | Índies Occidentals             | Austràlia          | 53 runs  | Sri Lanka          |
| X      | 2011 | Índia / Bangladesh / Sri Lanka | Índia              | 6 wkts   | Sri Lanka          |